# CEIP La Vall
CEIP La Vall és una obra d'Osor (Selva) inclosa a l'Inventari del Patrimoni Arquitectònic de Catalunya.

## Descripció
Edifici aïllat, d'una sola planta, format per tres cossos i un gran pati murat. El conjunt fa forma d'U o més aviat d'H. Les façanes són arrebossades i pintades de color crema i grana. Per accedir a cadascun dels tres cossos hi ha tres escales a la part interior de la U que conformen.
A la base de l'edifici hi ha un gran sòcol, pintat de grana i de fins a una alçada màxima de 2 metres, que ressegueix les façanes. La separació entre el sòcol i la resta de la paret està assenyalada i decorada amb una filera de maons.
El cos central està ocupat pel vestíbul i dues aules, una a cada costat de l'entrada. Té grans obertures per aprofitar al màxim la ventilació i la il·luminació, ja que el pati lògicament dona a migdia. Pel que fa a l'entrada, s'hi accedeix per un caminet i una pujada i té una porta de ferro dos pilars laterals.
Els ràfecs estan formats per quatre fileres, tres de rajola plana i una de teula.

## Història
Escoles projectades el 1934 per Isidre Bosch i construïdes des de 1934 a 1036. Es considera que és un exemple d'escola noucentista amb alguns elements racionalistes i funcionalistes.
La importància que té l'escola per a ser inclosa en un inventari del Patrimoni arquitectònic, es deu al fet que documenta un procés sociocultural rellevant de la història de Catalunya i d'Espanya. Es tracta de la difusió de la instrucció pública a la major part del territori estatal durant la primera meitat del segle xx. Precisament, durant l'època de la Segona República (1931-1939) la construcció i habilitació de noves escoles fou molt prolífica.
Per aprofundir més en la valoració patrimonial de l'arquitectura escolar del nostre país, cal assenyalar els estudis d'historiadors com Joaquim Maria Puigvert i Solà, tant a la publicació Mestall núm. 16, de novembre de 2004, com a la Revista de Girona, d'octubre de 2005.
Segons el cadastre, les últimes reformes de l'escola són de 1960. Actualment, en el període d'estiu, s'està procedint a acabar unes obres de reforma en el cos central de l'escola.